# Best ［and/drop］
『best [and/drop]』（ベスト アンド/ドロップ）は、andropのベストアルバム。2016年7月27日にワーナーミュージックジャパンより発売された。

## 概要
2008年に結成されたandropのキャリア初のベストアルバムである。本作は「and」盤と「drop」盤で構成されており、計30曲が収録され、未発表曲である「Hana」と「Sayonara」、配信リリースされていた「Astra Nova」と「Kokoro」が初収録。
本作発売に先駆けて「Hana」が2016年7月6日に先行配信された。
アートワークは過去にandropの作品でミュージック・ジャケット大賞などを受賞した田中勤郎が手がけるほか、初回限定盤には新津保建秀と太田好治が撮り下ろした作品をフィーチャーしたアートブックが付属する。また、先着購入者特典として、andropの全楽曲の作詞作曲を手掛ける内澤崇仁監修による全曲セルフライナーノーツが封入される。

## 収録曲

### Disc1: and
1. Roots
2. Colorful
3. Glider
4. MirrorDance
5. Puppet
6. Bright Siren
7. Noah
8. World.Words.Lights.
9. Boohoo
10. Voice
11. UtaUtai no Karasu
12. Melody Line
13. Yeah! Yeah! Yeah!
14. Astra Nova
15. Hana

### Disc2: drop
1. Tonbi
2. Image Word
3. Nam(a)e
4. Basho
5. Clover
6. March
7. Bell
8. End roll
9. Rainbows
10. Missing
11. One
12. Shout
13. Run
14. Kokoro
15. Sayonara